# Lijst van liederen van Anton Rubinstein
Dit is een lijst van liederen van Anton Rubinstein.

## Liederen met pianobegeleiding
| Nr. | Voltooid in | titel                               | delen | opusnr. | tekstschrijver | opmerkingen |
| --- | ----------- | ----------------------------------- | --- | ------- | --- | --- |
| 1   | 1848        | Schnaderhürfel                      | 1. Unerklärlich 2. Beim Fenstergehen 3. Liebeshändel 4. Das gebrochene Herz 5. Abschied 6. Beruhigung | 1       | Rudolph Löwenstein | |
| 2   |             | Neun Lieder                         | 1. Singe, Nachtigall 2. Lebewohl 3. Gieb' o heil'ge Geisternacht 4. Es singt der Ros' in Liebesdrang 5. Liebes goldnes Ringelein 6. Kleine Wolke 7. Keine Frühlingsluft 8. Wenn ich kommen dich seh' 9. Sturmewinde | 27      | Aleksej Vasiljevitsj Koltsov, vertaald van A. von Viedert | |
| 3   | 1854-1856   | Sechs Gesänge                       | 1. Lied "Die schlanke Wasserlilie" 2. Trinklied "Wie die Nachtigallen" 3. Meeresstille und Glückliche Fahrt "Tiefe Stille herrscht im Wasser" 4. Jaglust: "Waldnacht, Jaglust" 5. Die Rache: "Der Knecht hat erstochen" 6. Wiederhall: "In diesem grünen Wald" | 31      | 1. Heinrich Heine 2. Mirzə Şəfi Vazeh 3. Johann Wolfgang von Goethe 4. Ludwig Tieck 5. Ludwig Uhland 6. (uit: "Wunderhorn") | voor vier mannenstemmen zonder begeleiding                                                                       |
| 4   |             | Sechs Lieder                        | 1. Frühlingslied "Leise zieht durch mein Gemüth" 2. Frühlingslied "Die blauen Frühlingsaugen" 3. Frühlingslied "In dem Walde sprießt's und grünt es" 4. Lied "Es war ein alter König" 5. Lied "Du bist wie eine Blume" 6. Der Asra "Täglich ging die wunderschöne Sultanstochter" | 32      | Heinrich Heine | |
| 5   | 1856        | Sechs Lieder                        | 1. Morgenlied 2. Lied: "An der Rose Busen schmiegt sich" 3. Die Lerche 4. Räthsel 5. Lied "Siehe der Frühling währet nicht lang" 6. Nachhall | 33      | 1. Ludwig Uhland 2. August Heinrich Hoffmann von Fallersleben 3. Theodor von Sacken 4. August Heinrich Hoffmann von Fallersleben 5. Salomon Hermann Mosenthal | |
| 6   | 1854        | Twaalf Perzische liederen           | 1. Nicht mit Engeln 2. Mein Herz schmückt sich mit dir 3. Seh' ich deine zarten Füßchen an 4. Es hat die Rose sich beklagt 5. Die Weise guter Zecher ist 6. Ich fühle deinen Odem 7. Schlag' die Tschadra zurück 8. Neig' schöne Knospe dich zu mir 9. Gelb rollt mir zu Füßen 10. Die helle Sonne leuchtet 11. Thu' nicht so spröde, schönes Kind 12. Gott hieß die Sonne glühen                                                                         | 34      | Mirzə Şəfi Vazeh, Duitse vertaling Friedrich Bodenstedt | Opgedragen aan Groothertogin Wilhelmine Marie Sophie Louise van Saksen-Weimar-Eisenach - Prinses der Nederlanden |
| 7   | 1849-1851   | Twaalf Russische liederen           | 1. Утес (Der Felsen) 2. Слышу-ли голос твой ("Wenn deine Stimme mir tönt") 3. Парус (Das Schiff) 4. Тучи ("Die Wolken") 5. Кинжал ("Der Dolch") 6. Не спрашивай о чем тоскую ("O frage nicht") 7. Певец ("Venahmet ihr") 8. Пью за здоровье мери ("Auf dein Wohl trink' ich") 9. Исступление ("Die Erde ruht") 10. Не весна тогда ("Sie sing ein Lied") 11. Падучая звезда ("Der fallende Stern") 12. Дуют ветры, ветры буйные ("Weht es, heult es trüb") | 36      | 1. Michail Joerjevitsj Lermontov 2. Michail Joerjevitsj Lermontov 3. Michail Joerjevitsj Lermontov 4. Michail Joerjevitsj Lermontov 5. Aleksandr Poesjkin 6. Voskresensky 7. Aleksandr Poesjkin 8. Aleksandr Poesjkin 9. Aleksej Vasiljevitsj Koltsov 10. Rostopchina 11. Rostopchina 12. Rostopchina | in het Duitse vertaald van Friedrich Bodenstedt                                                                  |
| 8   | 1852        | Twaalf duetten op Russische tekst   | 1. Ангел (Der Engel) 2. Пела, пела пташечка (Sang das Vögelein) 3. Есть тихая роша (Im heimischen Land) 4. Народная песня (Lied) 5. Горяюе вершиню спят то тьме ночкой (Wanderers Nachtlied) 6. Прошаясь в аллее сидели (Beim Scheiden) 7. Ночь (Die Nacht) 8. Туча (Die Wolke) 9. Беззаботность птички (Das Vöglein) 10. Горлица и прихожий (Die Turteltaube und der Wanderer) 11. Вечер в июне (Am Abend) 12. Светит солнышко (Lied)                    | 48      | 1. Michail Joerjevitsj Lermontov 2. Baron Anton Delvig (1798-1831) 3. Alekseyev 4. Michail Joerjevitsj Lermontov 5. Nikolai Grekov 6. Vasily Zhukovsky 7. Aleksandr Poesjkin 8. Aleksandr Poesjkin 9. Ivan Dmitriyev 10. Denis Vasilievitsj Davïdov 11. Aleksej Vasiljevitsj Koltsov                  | |
| 9   | 1864        | Sechs Lieder                        | 1. Frühmorgens 2. Nun die Schatten dunkeln 3. Neue Liebe 4. Clärchens Lied 5. Freisinn 6. Tragödie | 57      | 1. Emanuel Geibel 2. Emanuel Geibel 3. Emanuel Geibel 4. Johann Wolfgang von Goethe 5. Johann Wolfgang von Goethe 6. Heinrich Heine | |
| 10  | 1861        | Sechs Lieder                        | 1. Kriegslied "Und wenn uns nicht mehr übrig blieb" 2. Liebesfeier: "An ihren Liedern klettert die Lerche" 3. Vinum hungaricum: "Nullum vinum nisi hungaricum" 4. Dem rettenden Genius 5. Die Unbeständigen 6. Trunklied des Alten | 61      | 1. Emanuel Geibel 2. Nikolaus Lenau 3. Rudolph Löwenstein | voor mannenstemmen (De liederen 4,5 en 6 staan op de titelpagina, maar zijn nooit gepubliceerd.)                 |
| 11  | 1861        | Sechs Gesänge                       | 1. Gondelfahrt: "Horch, Mitternacht vorüber" 2. Durch Erd' und Himmel leise: "Leise hinfluteth ein Weise" 3. Ein Fichtenbaum: "Ein Fichtenbaum steht einsam" 4. Um Mitternacht: "Bedächtig stieg die Nacht an's Land" 5. Die erwachte Rose: "Die Knospe träumte von Sonnenschein" 6. Die Heinzelmännchen: "Wie war zu Cöln es doch vordem" | 62      | 1. Anastasius Grün 2. Emanuel Geibel 3. Heinrich Heine 4. Eduard Mörike 5. Johann Gaudenz von Salis-Seewis 6. August Kopisch | voor sopraan, alt, tenor en bas                                                                                  |
| 12  | 1849-1850   | Fünf Fabeln                         | 1. Der Esel und die Nachtigall: "Ein Esel sah die Nachtigall" 2. Das Quartett: "Der Affe, Herr von Putzig" 3. Der Parnass: "Die Zeit als Griechenland der Götter satt" 4. Der Adler und der Kuckuk: "Der Aar den Kukuk" 5. Die Ameise und die Libelle: "Der muntern Hüpferin Libell" | 64      | Ivan Krylov, vanuit het Russische vertaald door R. Sprato | |
| 13  |             | Sechs zweistimmige Lieder mit Piano | 1. Lied der Vögelein: "Von Zweig zu Zweige" 2. Waldlied: "Der Nachtwind hat in den Bäumen" 3. Frühlingsglaube: "Die linden Lüfte sind erwacht" 4. Vorüber: "Vorüber, wo die lichte Rose" 5. Meeresabend: "Sie hat den ganzen Tag getobt" 6. Lied: "Die Lotosblume ängstigt sich" | 67      | 1. Ernst Schultze 2. Nikolaus Lenau 3. Ludwig Uhland 4. Hermann Kletke 5. Moritz Graf von Strachwitz 6. Heinrich Heine | |
| 14  |             | Sechs Lieder                        | 1. Es blinkt der Tau 2. Wie eine Lerch' in blauer Luft 3. Die Waldhexe: "Vorbei, vorbei durch Feld und Wald" 4. Morgens: "Nun gieb ein Morgenküsschen" 5. Veilchem vom Berg, woran mannest du mich? 6. Verlust: "Ich hatte eine Nachtigall" | 72      | 1. G. von Boddien 2. G. von Boddien 3. G. von Boddien 4. Theodor Storm 5. Karl von Lemcke 6. Karl von Lemcke | voor bariton of alt en piano (opgedragen aan: Julius Stockhausen)                                                |

## Liederen met orkestbegeleiding
| Nr. | Voltooid in | titel                                                 | delen | opusnr. | tekstschrijver                                                                          | opmerkingen                            |
| --- | ----------- | ----------------------------------------------------- | ----- | ------- | --------------------------------------------------------------------------------------- | -------------------------------------- |
| 1   |             | Scène en aria "E dunque vero?"                        |       | 58      | M. Pinto                                                                                | voor sopraan en orkest                 |
| 2   |             | Die Nixe: "Die Nixe sich wiegte auf bläulicher Fluth" |       | 63      | Gedicht van Michail Joerjevitsj Lermontov, vanuit het Russische vertaald door R. Sprato | voor alt (solo), vrouwenkoor en orkest |